# Mullion
Mullion är en ort och civil parish i Storbritannien.   Den ligger i grevskapet Cornwall och riksdelen England, i den södra delen av landet, 400 km väster om huvudstaden London. Mullion ligger 69 meter över havet och antalet invånare är 1 875.
Terrängen runt Mullion är platt. Havet är nära Mullion västerut.  Närmaste större samhälle är Helston, 8,7 km norr om Mullion. 